# Шенайда
Шенайда (пол. Szenajda) — село в Польщі, у гміні Косьцежина Косьцерського повіту Поморського воєводства.
Населення — 71 особа (2011).
У 1975-1998 роках село належало до Гданського воєводства.

## Демографія
Демографічна структура станом на 31 березня 2011 року:
|          | Загалом | Допрацездатний вік | Працездатний вік | Постпрацездатний вік |
| -------- | ------- | ------------------ | ---------------- | -------------------- |
| Чоловіки | 42      | 8                  | 30               | 4                    |
| Жінки    | 29      | 3                  | 20               | 6                    |
| Разом    | 71      | 11                 | 50               | 10                   |